# Scarus perrico
Scarus perrico là một loài cá biển thuộc chi Scarus trong họ Cá mó. Loài này được mô tả lần đầu tiên vào năm 1882.

## Từ nguyên
Từ định danh bắt nguồn từ tên thông thường của loài cá này ở bang Sinaloa, México (nơi mẫu gốc được thu thập), có lẽ là cách viết khác của perico, từ tiếng Tây Ban Nha có nghĩa là "chim vẹt", do loài cá mó này có mỏ như loài vẹt.

## Phạm vi phân bố và môi trường sống
S. perrico có phạm vi phân bố ở Đông Thái Bình Dương. Từ vịnh California, loài này được ghi nhận dọc theo đường bờ biển Trung Mỹ trải dài về phía nam đến Bắc Peru, bao gồm quần đảo Galápagos và đảo Malpelo.
Môi trường sống của S. perrico là các rạn san hô viền bờ và đá ngầm ở độ sâu đến ít nhất là 36 m.

## Mô tả
S. perrico có chiều dài cơ thể tối đa được biết đến là 80 cm. Đây là một trong sáu loài cá mó có kích thước lớn nhất vịnh California. Cá trưởng thành cả hai giới có một bướu lớn ở trên trán. Cơ thể của chúng có màu xanh lục lam, vây màu xanh lam thẫm. Phiến răng màu xanh lam. Quanh mắt có các vệt màu sẫm (màu xanh lam ở cá con). Cá con có màu nâu, cuống và vây đuôi màu vàng.
Số gai vây lưng: 9; Số tia vây ở vây lưng: 10; Số gai vây hậu môn: 3; Số tia vây ở vây hậu môn: 9; Số tia vây ở vây ngực: 14.

## Sinh thái học
Thức ăn của S. perrico chủ yếu là những loài tảo thuộc bộ Rong san hô. Chúng dùng phiến răng chắc khỏe để cạo lớp tảo bám trên san hô, nhưng không cắn vào san hô.
S. perrico thường tập trung thành những nhóm nhỏ trên các rạn san hô.